# Rufaida Al-Aslamia
Rufaida Al-Aslamia foi a primeira mulher médica muçulmana que viveu durante o tempo do profeta Mohamed. Ela acompanhou o profeta em várias guerras santas para tratar de soldados doentes. Durante uma batalha, ela fundou uma pequena clínica na mesquita, onde o profeta visitava os doentes. Conhecida na história do islamismo por prover socorro nos campos de batalha. Mais tarde, o profeta ordenou a construção de uma tenda para atender a esses soldados. Rufaida tratou e manteve os doentes na tenda; esse procedimento deu origem ao primeiro hospital militar.